# Rio Grigoreşti
O Rio Grigoreşti é um rio da Romênia, afluente do Siret, localizado no distrito de Suceava.